# Fantasía para un órgano mecánico (Mozart)

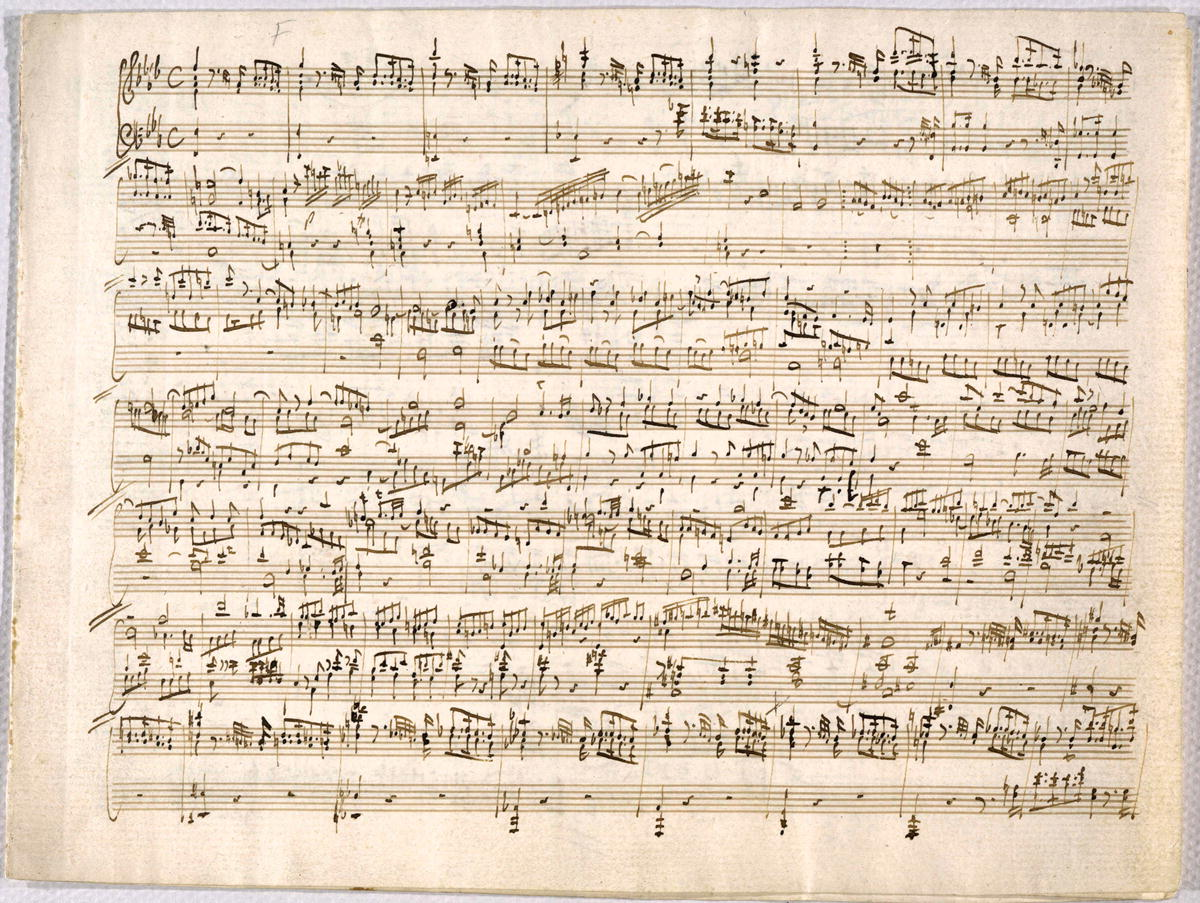
Partitura escita por Mozart, en Viena, para órgano mecánico

La Fantasía en fa menor, K. 608, es una pieza escrita para órgano mecánico (o reloj musical) por Wolfgang Amadeus Mozart, como parte de una serie de cinco obras para instrumentos fuera de lo común, que respondían al encargo de distintos señores.

## Historia
La composición fue anotada en el catálogo personal de Mozart el 3 de marzo de 1791 y fue escrita en Viena; al parecer fue el encargo de un curioso aristócrata austriaco, el conde Joseph Deym von Stržitež. El conde tuvo que huir de la ciudad en su juventud a consecuencia de un duelo, pero más tarde regresó con el nombre de Herr Müller y fundó el Kunstkabinett Müller (una especie de galería de arte) en la Rotenturmstrasse de Viena, en donde se exponían, entre otras cosas, las mascarillas de cera de José II de Austria y (después de su muerte) del propio Mozart. Deym poseía también varios curiosos órganos mecánicos, movidos por mecanismos de relojería, que interpretaban música cuando daban las horas.
El 31 de mayo de 1800, Constanze Mozart escribió al editor alemán Johann André a propósito de varias obras de su difunto marido, entre ellas la KV 608, afirmando que «se piensa que es propiedad de... el conde V. Deym de aquí».